# Lorenz Daccordo
Lorenz Daccordo (Bolzano, 1º agosto 1984) è un hockeista su ghiaccio italiano, milita come attaccante nei Fanano Miners, squadra della Italian Hockey League - Division I.

## Carriera

### Club
Lorenz Daccordo esordì in Serie A nella stagione 2001-2002, raccogliendo 23 presenze. Dopo una stagione in Serie B la squadra risalì nel massimo campionato italiano. A metà della stagione 2005-2006 Daccordo lasciò Collalbo per terminare la stagione in A2 con i Vipiteno Broncos, ottenendo 12 punti in 19 partite.
Dopo essere ritornato al Renon fra il 2009 e il 2010 ottenne i primi successi con la maglia altoatesina, con la conquista di due Supercoppe italiane e della Coppa Italia. Daccordo divenne un elemento cardine fra i giocatori cresciuti sull'altopiano. Grazie al prolungamento raggiunto nel 2013 Daccordo disputò la tredicesima stagione al Renon. Nella stagione 2013-14 vinse sia la Coppa Italia che la Elite.A.
Dopo nove stagioni consecutive con il Renon, nel 2015 Daccordo si trasferì al SV Kaltern-Caldaro in Serie B.
Rimase in Oltradige per due stagioni, per passare poi al Merano per la stagione 2017-2018 e successivamente al Bressanone per la stagione 2018-2019, sempre in seconda serie.
Ha annunciato il ritiro nel settembre 2019.

### Nazionale
Da giovane Daccordo ebbe alcune esperienze con le selezioni giovanili italiane Under-18 e Under-20, totalizzando 17 presenze e 6 punti.
Raccolse alcune presenze nella Nazionale maggiore nella stagione 2003-2004 in occasione di una tappa dell'Euro Ice Hockey Challenge. Ritornò in azzurro nove anni dopo, convocato da Tom Pokel per le qualificazioni olimpiche a Sochi 2014, senza tuttavia scendere sul ghiaccio.

## Palmarès

### Club
- Campionato italiano: 1

Renon: 2013-2014
- Coppa Italia: 3

Renon: 2009-2010, 2013-2014, 2014-2015
- Supercoppa italiana: 2

Renon: 2009, 2010